# Eric Gasana
Eric Gasana – noto anche come Eric Gasana Mbuyu Twite, Eric Mbuyu Twite Gasana o Eric Twite Mbuyu – (Kinshasa, 15 maggio 1986) è un ex calciatore ruandese, di ruolo difensore.

## Carriera

### Nazionale
Ha esordito in Nazionale nel 2007.